# Terry Duerod
Terry Duerod est un joueur de basket-ball américain né le 29 juillet 1956 à Royal Oak dans le Michigan et mort le 13 novembre 2020 à Westland dans le Michigan.

## Palmarès
- Champion NBA en 1981 avec les Celtics de Boston
- Champion CBA en 1983 avec les Spirits de Détroit